# Bonalebe
Bonalebe est un village de la Région du Littoral au Cameroun, situé dans la commune de Loum, sur le site Communes et villes unies du Cameroun (CVUC).

## Population et développement
En 1968, la population de Bonalebe était de 318 habitants, essentiellement des Bonkeng. Elle était de 518 lors du recensement de 2005.